# 안방준
안방준(安邦俊, 1573년 11월 20일 ~ 1654년 11월 13일)은 조선 중기의 의병장, 문신, 성리학자이다. 초명은 삼문(三文), 본관은 죽산(竹山), 자는 사언(士彦), 호는 은봉(隱峯)·우산(牛山)·빙호자(氷壺子)·우산병복(牛山病覆)·은봉암(隱峰菴)·매환옹(買還翁)·대우암(大愚庵)·왈천거사(曰川居士)이며, 시호는 문강(文康)이다. 전라남도 보성군 출신. 우계(牛溪) 성혼成渾)의 문인이다.

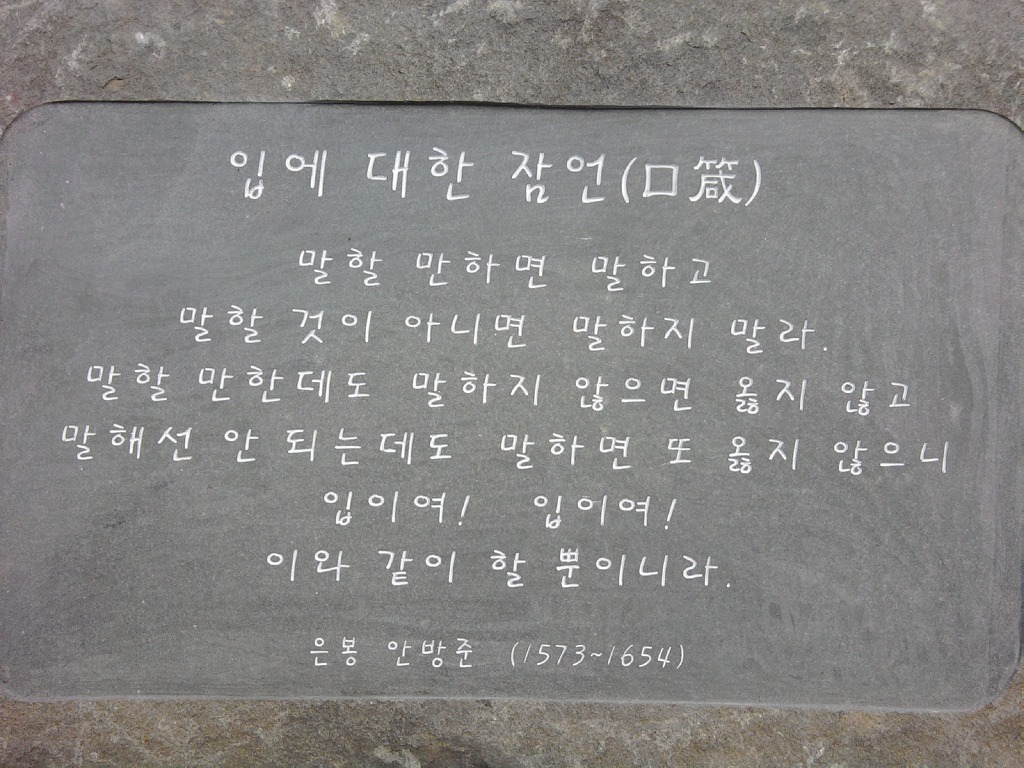
입에 대한 잠엄(口箴)

임진왜란 때 호남의병으로, 정묘호란과 병자호란에는 호남의병장으로 활동하였다. 광해군 때 그를 등용하려 하였으나 사양하였다. 인조반정 이후 관직에 여러번 제수되었으나 서인 편향의 조정에 출사를 거부하고 후학 양성에 매진하다가 병자호란과 정묘호란 때 의병을 이끌고 청나라 군사와 맞서 싸웠다. 효종 때 유일로 천거되어 사헌부지평에 임명되었으나 나가지 않았다. 그 후 사헌부 장령 등을 거쳐 공조참의에 이르렀다. 당색으로는 서인으로, 김집과 함께 김육의 대동법을 반대하였다. 호남지방의 저명한 성리학자로 명성을 떨쳤다.

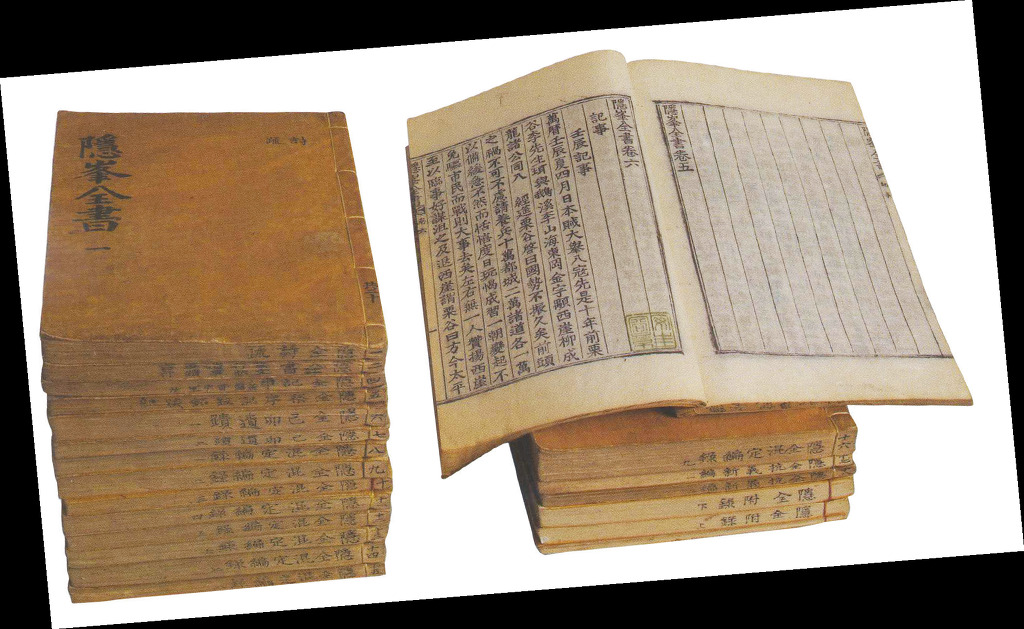
「은봉전서(隱峰全書)」는 은봉 선생의 도학·절의·문장이 함축되어 있는 문집이다. 은봉의 문집은 생존시에 초고본을 『우산수필(牛山隨筆)』·『은봉수필(隱峰隨筆)』·『매환필기(買還筆記)』라 불렀고, 1773년에 목판본으로 5책을 간행하면서 『우산집(牛山集)』이라 불렀으며, 1864년 20책(본집 38권, 부록 2권)으로 중간하면서 『은봉전서(隱峰全書)』라 불렀다. 1969년에는 전국 유림과 후손들이 협력하여 속집 2권 1책, 부록 4권 2책을 다시 보완하여 모두 44권 21책으로 완편(完編)하였다.

사후 1657년(효종 8) 가선대부 이조참판, 1813년(순조 13) 자헌대부 이조판서에 추증되고, 1821년(순조 21) 문강(文康)이라는 시호를 받았다.
《삼원기사 三寃記事》,《기묘유적노랄수사 己卯遺蹟老辣瀡辭》,《사우감계록 師友鑑戒錄》,《혼정편록 混定編錄》,《매환문답 買還問答》, 임진왜란 때의 의병 활약상인 《항의신편 抗義新編》, 《이대원전 李大源傳》, 《호남의병록 湖南義兵錄》 등의 저서를 남겼다.

## 은봉 안방준 연보

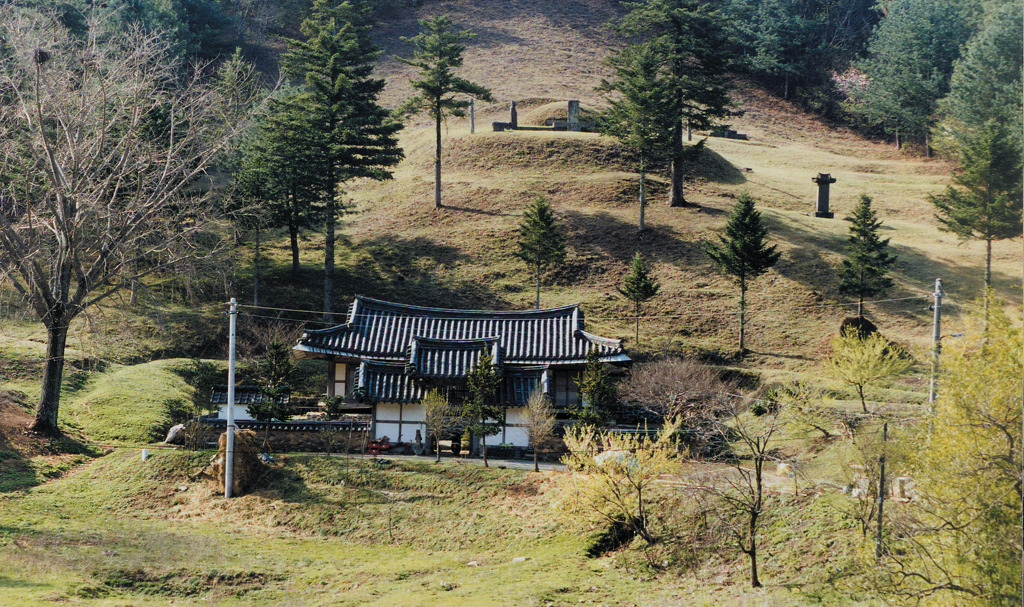
학산재사(鶴山齋舍)와 갈학등묘소 : 전라남도 화순군 남면 복교리에 위치한 은봉 안방준을 추모하기 위해 건립한 재실(齋室)로 1829년에 후손들이 협력하여 건립한 것이다. 이 재실은 동쪽에 방 1칸, 서쪽에 방 2칸, 중앙에 대청 2칸으로 이루어졌고, 정문은 3칸인데 사방으로 담장을 둘렀으며 서쪽 담장에 조그만 문을 하나 달았다. 현판은 한말의 명필 윤용구(尹用求)가 썻다. 1989년에 ‘은봉선생유적보존회’에서 왼쪽 산기슭에 있던 재실을 묘소 아래로 옮겨지었다.

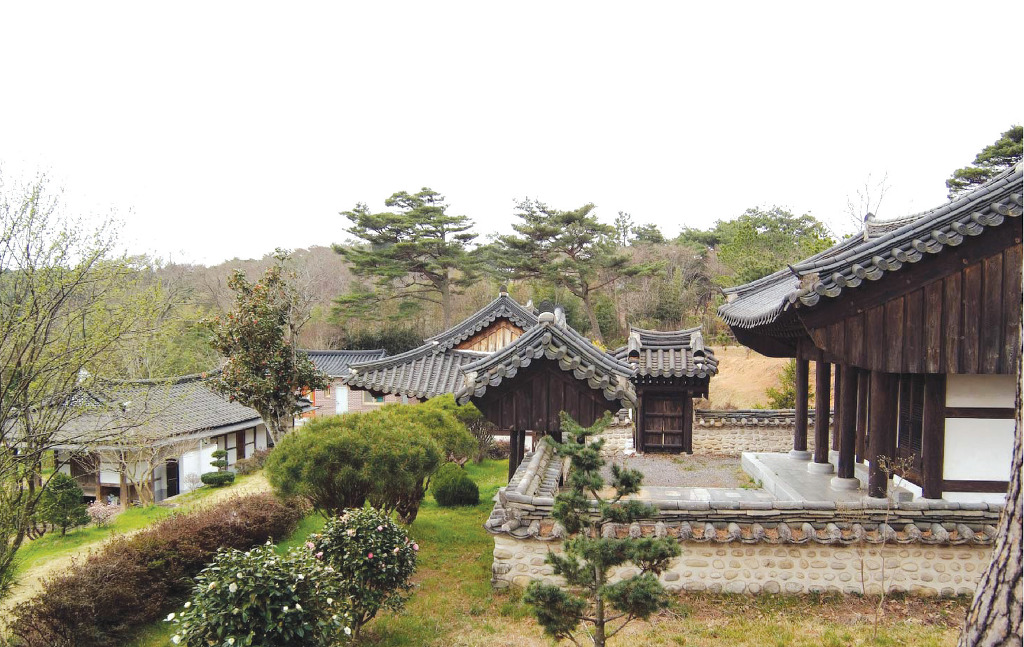
은봉 사당(隱峰祠堂) : 전남 보성읍 우산리 은봉 종가에 있는 이 사당은 은봉을 제사하는 부조묘(不祧廟, 불천위 제사의 대상이 되는 신주를 둔 사당)이다. 1879년에 종손 안영환(安永煥)이 사재를 기울려 건립했다. 1999년에 목우회장 안준(安俊)과 종손 안재호(安在祜), 보존회 총무 안삼영(安三英), 목우회 총무 안병훈(安秉勳)을 비롯한 목우회원과 후손의 협력으로 중건하였다. 매년 음력 11월 13일에 후손들이 모여 기일(忌日) 제사를 봉행한다.

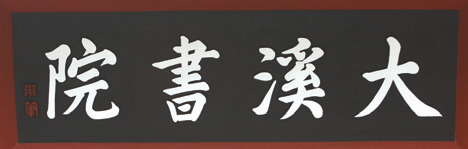
대계서원 현판 : 숙종의 어필을 집자

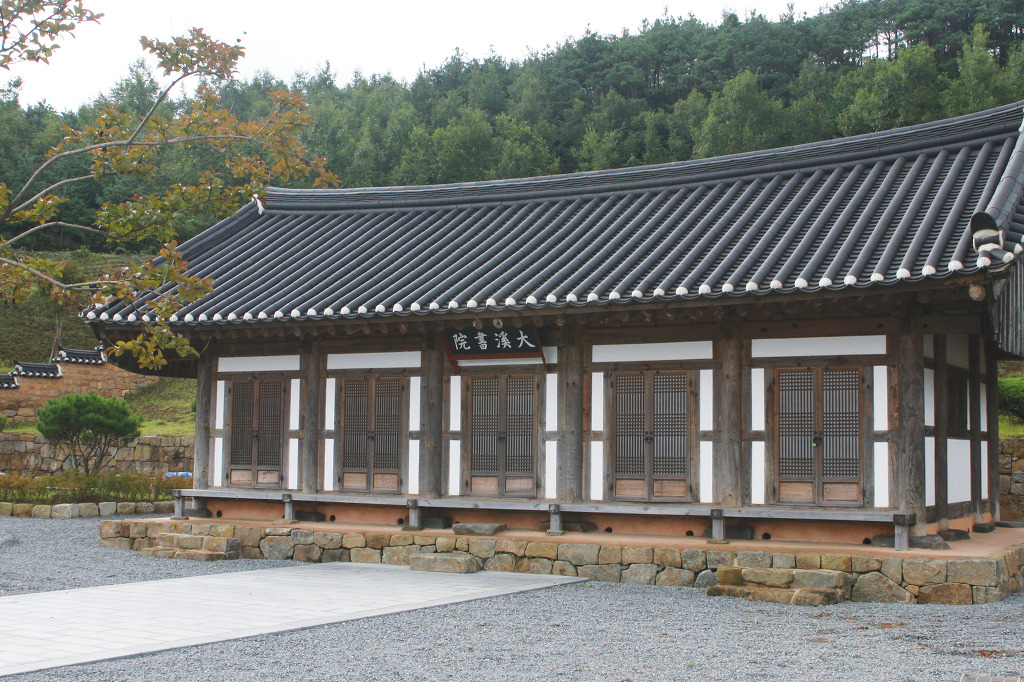
대계서원(大溪書院) : 1657년 문강공(文康公) 은봉(隱峯) 안방준(安邦俊) 선생의 도학(道學)과 절의(節義)를 추모하기 위해 보성군에 세워졌으며, 1704년(숙종 30)에 사액(賜額) 서원이 되었다가 1868년 대원군의 서원 철폐령으로 헐린 것을 2012년 11월 10일 전남 보성군 보성읍 동암2길 100에 다시 복설함.

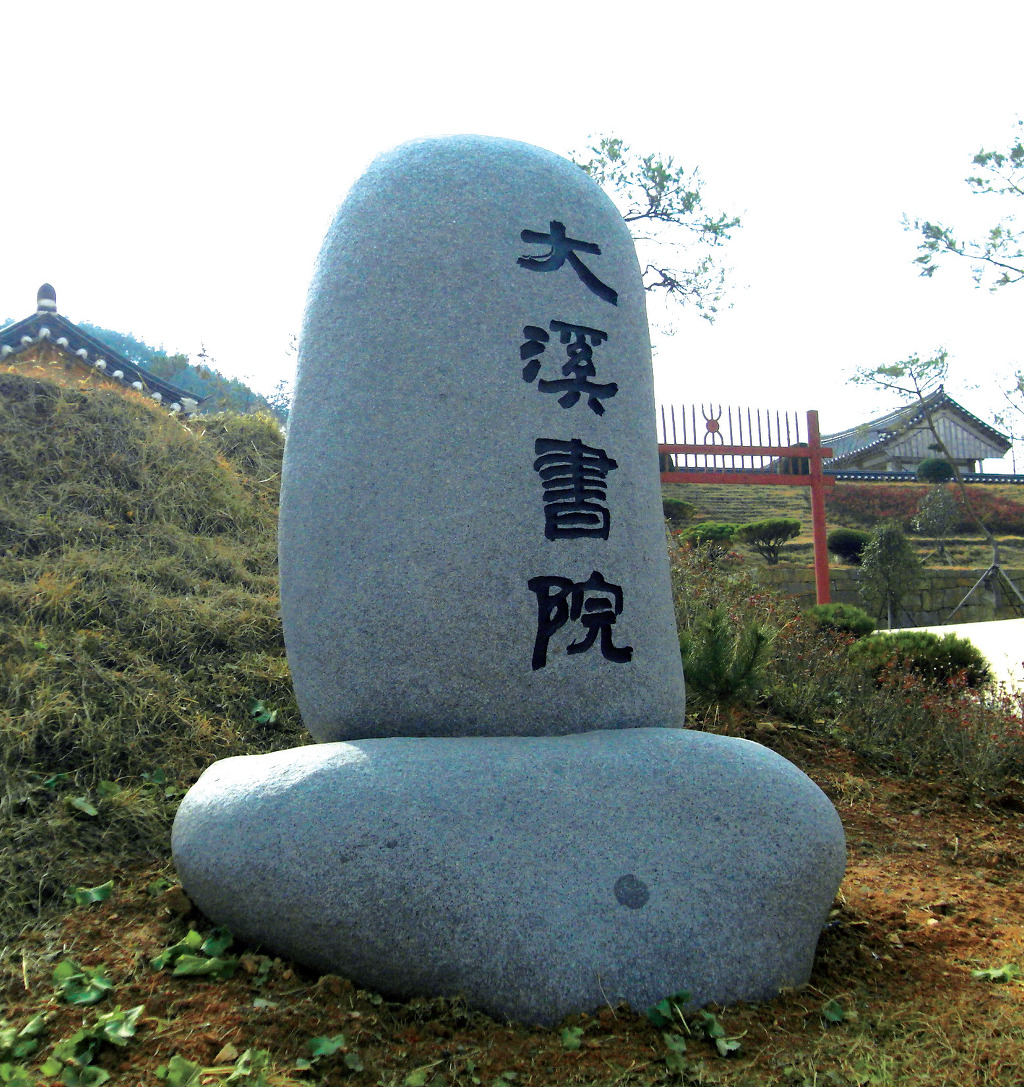
2012년 10월 전남 보성군 보성읍 동암2길 100 (전남 보성군 보성읍 우산리 544-10) 대계서원이 복설된 후 입구 표지석이다.

1573년(선조 6) 11월 20일에 보성군 오야리(梧野里, 보성읍 우산리)에서 태어남.
1583년(선조 16, 11세) 이황(李滉)의 제자 박광전(朴光前)에게 배움.

1586년(선조 19, 14세) 고경명(高敬命)의 제자 박종정(朴宗挺)에게 배움.

1589년(선조 22, 17세) 경주 정씨(慶州鄭氏) 정승복(鄭承復)의 딸과 혼인함.

1591년(선조 24, 19세) 성혼(成渾)의 문하에서 학문에 정진함.

1592년(선조 25, 20세) 임진왜란에 박광전·임계영(任啓英) 의병막하에서 종사관 정사제(鄭思悌)와 안방준이 참모로 활동함.

1596년(선조 29, 24세) 제2차 진주성 전투를 기록한 《진주서사(晉州敍事)》를 집필함.

1613년(광해군 5, 41세) 조헌(趙憲)의 《항의신편(抗義新編)》을 편찬함.

1614년(광해군 6, 42세) 광해군 때 북인당의 폭정을 피해 보성 소뫼(牛山)으로 낙향하여 우산전사(牛山田舍)에서 강학을 시작함.

1616년(광해군 8, 44세) 《호남의록(湖南義錄)》을 집필함.

1622년(광해군 14, 50세) 조헌(趙憲)의 〈동환봉사(東還封事)〉를 편찬하여 간행함.

1625년(인조 3, 53세) 오수도 찰방(獒樹道察訪)에 임명되어 19일 동안 있다가 사퇴함. 사직하고 돌아온 뒤로 한양에 발걸음을 끊음.

1627년(인조 5, 55세) 정묘호란에 창의하여 호남 의병장으로 출병함.

1632년(인조 10, 60세) 스승 성혼(成渾)의 《위학지방(爲學之方)》을 간행함.

1635년(인조 13, 63세) 능주 매화정(梅花亭)에 터를 잡고, 당쟁자료를 모아 《혼정편록(混定編錄)》을 편찬함.

1636년(인조 14, 64세) 병자호란에 창의하여 수백 명을 이끌고 여산까지 진군함. 성혼과 이이(李珥)를 변론하는 장문의 상소를 지음.

1640년(인조 18, 68세) 상소하여 척화(斥和)를 주장하고 시국을 비판함.
1641년(인조 19, 69세) 동복 용안(龍岸)에서 강학을 펼쳐 다수의 제자를 배출함.

1642년(인조 20, 70세) 《기묘유적(己卯遺蹟)》을 편찬하여 기묘사화의 전말을 정리함.

1643년(인조 21, 71세) 〈기축기사(己丑記事)〉·〈우산답문(牛山答問)〉을 지음.

1646년(인조 24, 74세) 매화정에 은봉정사(隱峯精舍)를 짓고 다수의 제자를 양성함.

1647년(인조 25, 75세) 은봉정사를 찾은 송시열(宋時烈)에게 〈충효전가서(忠孝傳家序)〉를 지어줌.

1652년(인조 30, 80세) 상소하여 김육(金堉)의 대동법(大同法)을 반대하고, 유민(流民)의 추쇄(推刷)를 파해 주기를 청함.

1653년(효종 4, 81세) 공조참의에 임명되었으나 부임하지 않음.

1654년(효종 5, 82세) 11월 13일 은봉정사에서 세상을 떠남.

1656년(효종 7) 능주의 유생들이 도산사(道山祠)를 세움.

1657년(효종 8) 보성의 유생들이 대계서원(大溪書院)을 세움.

1670년(현종 11) 호남 유생들이 동복(同福)의 도원서원(道源書院)을 세움.

1687년(숙종 13) 도원서원에 사액(賜額)을 받음.

1704년(숙종 30) 대계서원에 사액(賜額)을 받음.

1773년(영조 49) 대계서원에서 《우산선생집(牛山先生集)》을 간행함.

1821년(순조 21) 문강공(文康公) 시호를 받음.

1864년(고종 1) 대계서원에서 목활자로 《은봉전서(隱峰全書)》를 중간함.

## 생애

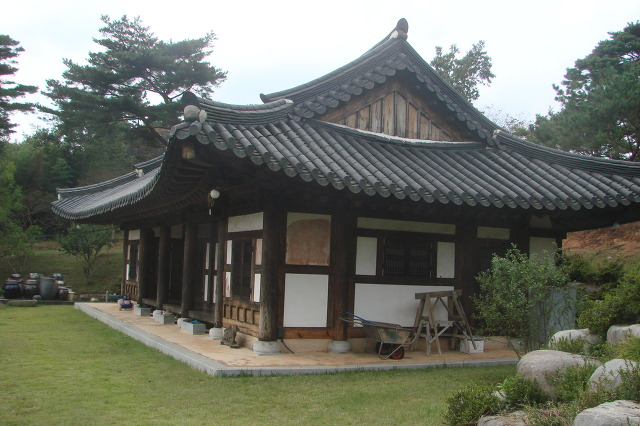
은봉 안방준의 종가와 종택 전라남도 보성군 보성읍 우산리 473번지에 위치한 은봉 종가의 종택이다. 안방준(安邦俊) - 안후지(安厚之) - 안전(安峑) - 안두상(安斗相) - 안세현(安世賢) - 안창노(安昌老) - 안처악(安處岳) - 안명대(安命大) - 안권(安權) - 안영환(安永煥) - 안규삼(安圭三) - 안종묵(安鍾黙) - 안옥순(安玉淳) - 안병문(安秉文) - 안용섭(安龍燮)에 이어서 15대손 안재호(安在祜)까지 역대 종손들이 지켜왔다.

### 생애 초반
아버지는 첨지중추부사 안중관(安重寬)이며, 처는 경주 정씨 판관 정승복(鄭承復)의 딸이다. 고려 말에 그의 10대조 안원형(安元衡)이 문하시중을 지내고 죽성군(竹城君)에 봉작된 뒤 그의 가계에는 대소 벼슬아치 여러 명이 쏟아져나왔다. 그의 5대조 안민(安民)은 무과에 합격하였으나 세조때 이시애의 난에 순절하고 훈련원 참군(訓練院參軍)에 추증되었다. 그런데 안민이 처가인 전라남도 보성(寶城)에 정착한 이래 그의 가계는 보성에서 거주하기 시작하였다. 고조인 안범(安範)은 현감을 지냈고, 할아버지 안축 (조선)(安舳)은 목사(牧使)를 지냈다. 안축은 중종 때 과거에 합격한 이래 많은 관직을 제수받았으나 나가지 않고 김인후(金麟厚), 임억령(林億齡)과 함께 어울려 친하게 지냈는데, 일명 '호남의 세 높은 선비'(湖南三高)란 별명을 받기도 했다.

### 성리학 수학
안축에게는 중관(重寬)·중홍(重洪)·중돈(重敦)의 세 아들이 있었는데, 원래 안방준은 장남인 중관의 둘째 아들이었으나 숙부 안중돈이 과거 시험 도중 갑자기 급서(急逝)하였기에 사후 그의 양자로 입양가게 되었다. 일찍이 박광전(朴光前)·박종정(朴宗挺)의 문하에서 성리학을 수학하였다. 안방준은 11세 때 퇴계 이황의 제자인 죽천(竹川) 박광전(朴光前, 1526~1597)의 문하에 나가서 성리학을 처음 배웠다. 박광전은 퇴계 이황(李滉)의 문인으로 학행이 뛰어나 선조 때 광해군이 왕자 시절 사부를 지내기도 했다. 그 뒤 14세 때 매형이었던 난계(蘭溪) 박종정(朴宗挺, 1555~1597)의 문하에서 출입하여 수학하였다. 이때부터 안방준의 학문은 대체로 서인 계열의 영향을 받은 것으로 보여진다. 첫 스승인 박광전은 동인 계열로 퇴계 이황의 문인이었지만 매형인 박종정은 서인 당원이었다. 그 뒤 매형 박종정의 영향으로 1591년 경기도 파주의 성혼선생을 찾아가게 된다. 그런데 나중에 안방준이 성혼(成渾)의 뒤를 이을 탁월한 인재라고 평할 만큼 성혼과 관련이 있었다.

### 청년기
1591년선조 24) 경기도 파산(坡山)으로 유학, 우계 성혼(成渾)의 문하에 찾아가 성혼의 문인이 되어 수학하였다.
지기(志氣)가 강확하고 절의를 숭상하여 포은 정몽주(鄭夢周)와 조헌을 가장 숭배, 이들의 호에서 포은의 은과 중봉의 봉, 각각 한자를 따서 자기의 호를 은봉이라 지었다. 다른 호는 우산이었다.
1592년 4월 임진왜란이 일어나자 고향인 보성으로 내려가 옛 스승 박광전과 함께 의병을 일으켜 왜군과 교전하였다. 광해군이 즉위하자 임진왜란 때의 의병을 우대하는 정책을 펴던 이이첨(李爾瞻) 등이 그의 명성을 듣고 그를 여러번 찾아와 기용하려 하였으나 모두 거절하였다. 1614년(광해군 6) 보성 북쪽 우산(牛山)에 들어가 후진을 교육하였다. 일찍부터 성리학에 전념하여 호남지방의 저명한 성리학자로 명성을 떨쳤다.
그 뒤 광해군 조정의 출사 요청을 모두 거절한다. 1623년 인조반정 이후 서인이 집권하자 동문이며 성혼 문하에 있을 때부터 교유가 깊던 공신 김류 등에게 글을 보내 당쟁을 버리고 인재를 등용하여 공사의 구별을 분명히 할 것을 건의하였다. 그는 서인 우계 성혼, 송강 정철(鄭澈), 조헌(趙憲) 등의 문하에 출입했던 서인계 사람이었으나 벼슬자리에 연연하지 않고 초연하였다.

### 인조 반정 이후
1623년 인조 즉위 초에 동몽교관(童蒙敎官)에 제수되고 이후 사포서별제(司圃署別提) 등에 임명되었으나 모두 사퇴, 학문에 전념하였다. 1625년에는 사포서 별제, 오수도 찰방(獒樹道察訪) 등을 제수받았으나 역시 사양하고 나아가지 않았다. 그 뒤 정묘호란이 터지자 격문을 돌려 전라도에서 의병을 일으켰고, 병자호란이 터지자 역시 의병을 일으켜 여진족 군대와 교전했다. 조헌을 추모하여 《항의신편 抗義新編》을 출간했는데 서인의 묵재 이귀(李貴)는 이를 읽고 깊이 감동하여 인조에게 국가에서 이를 영인과 간행, 중외에 반사(頒賜)할 것을 건의하여 보급하였다.
이후 학문 연구와 후학 교육을 하며 당론을 중단하고 폭넓은 인재 중용을 건의하는 상소를 올렸다. 인조 후반에 전생서주부·찰방·좌랑 등을 제수받았으나 서인 내부의 분파 갈등과 소현세자 사건 등에 염증을 느껴 나아가지 않고 사양과 거절을 반복했다. 거듭 상소하여 당쟁을 중단하고 시정(時政)을 개혁할 것을 논하였고 임진왜란, 병자호란 후 절의 추승활동을 하였다.

### 출사와 생애 후반

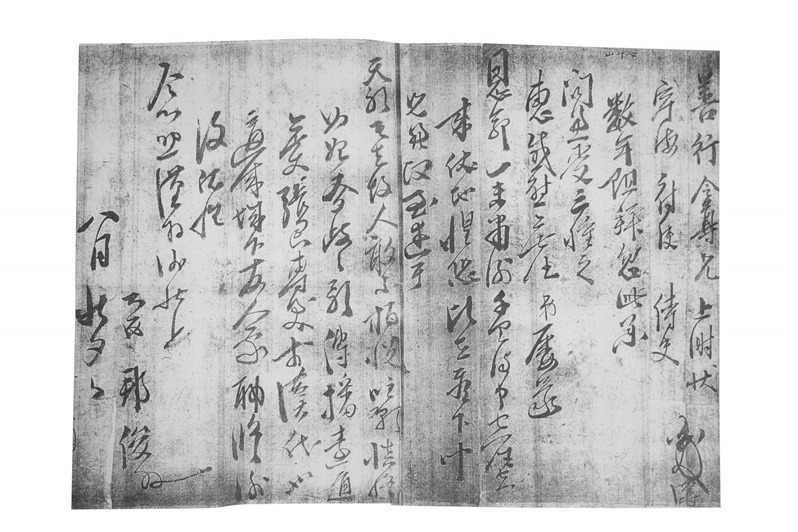
은봉 안방준의 친필유묵: 이 친필 유묵은 은봉이 제봉(霽峰) 고경명(高敬命, 1533∼1592)의 아들 영해부사(寧海府使) 고용후(高用厚, 1577~1648)에게 보낸 친필 서신이다. 여러 차례 임명된 관직에 한 번도 부임하지 못해 황송해하는 은봉의 마음이 드러나 있고, 고용후가 선정을 베풀었다는 소문을 듣고 친구로서 기뻐하는 심정이 잘 묘사되어 있는데, 이 서신은 현재 고려대학교 도서관에 소장되어 있다.

효종이 즉위한 뒤 지방의 유일(遺逸)로 선우협(鮮于浹)·최온(崔蘊)·조극선(趙克善)·권시(權諰)·이유태(李惟泰) 등과 함께 좌의정 조익(趙翼)의 천거를 받아 1649년(효종 원년) 공조 좌랑, 사헌부지평, 1651년(효종 2년) 사헌부장령, 1653년(효종 4) 공조참의(工曹參議)에 임명되었지만 출사하지 않고 거듭 상소하여 시정(時政)을 논하였다.
1652년(효종 3년) 안방준은 김자점(金自點)이 광양(光陽)에 유배된 뒤로 여러 번 편지를 보내와서 몇차례 왕복 서찰을 보낸적이 있다면서 스스로 죄를 받겠다는 상소를 하였다. 그 해 5월 효종에게 상소하여 우의정 김육(金堉)이 ‘경기도에 실시하고 있는 대동법(大同法)을 먼저 호서 지방에 시험하고 다음으로 양남(兩南)에 실시하자’는 대동법의 확장 실시에 대해서 여러 대신들은 백성들의 부역을 가볍게 하고 국가의 재정(財政)을 풍부하게 할 것이라 여겼을 것이나 지금 삼남 지방은 계속되는 흉년으로 좀도둑이 들끓고, 난리를 겪고 난 뒤 유랑민들이 산으로 들어가 총으로 짐승을 잡아 생계를 이어가는 자가 수도 없이 많아져서, 백성들이 원망과 배반감으로 가득찬 것이 국가의 커다란 걱정인데도, 조정의 신하들은 서울에서 실시할 때 이미 인심을 잃은 대동법만이 오늘날의 제일가는 계책으로 여긴다며 반대했고, 또한 무차별한 유민의 추쇄(推刷)로 인해 유민이 발생하는 이유를 고려하지 않고 추쇄의 명령만 내리면 오히려 더 깊은 곳으로 숨게 된다는 이유를 들어 반대했다.
80 평생을 주로 초야에서 보내면서 시종 성리학에 몰두하였다. 들어오고 나갈 때를 명확히 하였고, 학문적 경향과 처신에 있어서 절의(義節)을 높이 숭상했다. 일찍이 이이, 성혼, 정철, 조헌 등 서인계 인사들을 사후에 변론했고, 우암 송시열 등에게 존장으로 대우를 받아 정치적으로 서인으로 분류된다.
그러나 명재(明齋) 윤증(尹拯)의 생각은 달랐다. "'붕당을 혁파하자[破朋黨]’라는 세 글자를 자신의 소임으로 삼고서 항상 입으로 말하고 글로 쓰면서 오직 이 세 글자를 천명하는 일에 죽을 때까지 부지런히 노력했던 분"이라며 칭송했다.
시문도 많이 남겼는데 그의 시문은 《은봉전서》에 수록되어 전해지고 있다. 임진왜란 당시 의병장들의 활약상과 임진왜란 당시 조선의 환경을 서술한 《항의신편 抗義新編》·《이대원전》·《호남의병록 湖南義兵錄》과 당쟁에 관련된 자료인 《삼원기사 三寃記事》, 《사우감계록 師友鑑戒錄》, 《혼정록 混定錄》, 《혼정편록 混定編錄》, 《매환문답》, 《기묘유적노랄수사》 등의 저서를 남겼다. 그의 편저들은 의병사·당쟁사 연구에 중요한 자료가 된다.

### 사후

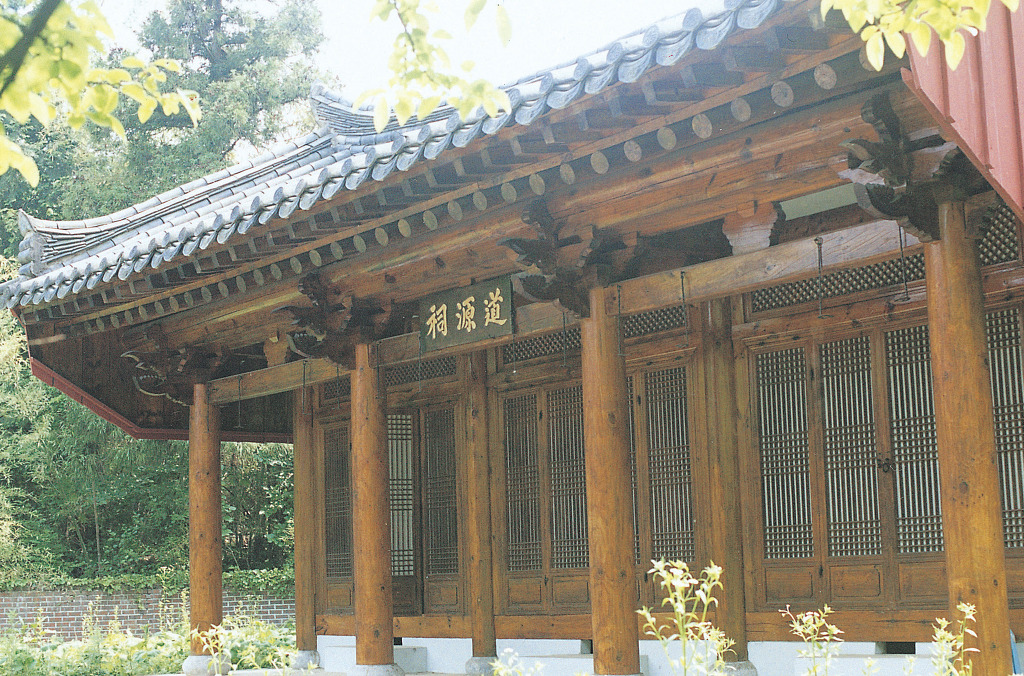
도원서원(道源書院) : 전남 화순군 동복면 연월리 915번지. 동복(同福) 지방에 연고를 맺고 유학 진흥에 크게 기여했던 최산두(崔山斗)·임억령(林億齡)·정구(鄭逑)·안방준(安邦俊) 등 4현(四賢)을 병향(竝享)한 서원이다. 은봉은 1641년에 동복 용안(龍岸, 지금 화순군 남면 龍里)에서 강학을 펼쳐 다수의 제자를 배출했는데, 호남 유생들이 이를 기념하기 위해 1657년에 병향을 추진한 것이다. 이 서원은 1610년에 건립된 뒤 1687년에 사액(賜額)받았으나, 1868년 서원철폐령에 훼철 당했다. 1975년에 유허비(遺墟碑)를 건립하고, 1976년에 사우(祠宇), 1978년에 동재(東齋)와 서재(西齋)를 복설하여 오늘에 이른다.

안방준 시호교지 : 1821년(순조 21) 안방준에게 문강공(文康公)이라는 시호(諡號)를 내렸다.

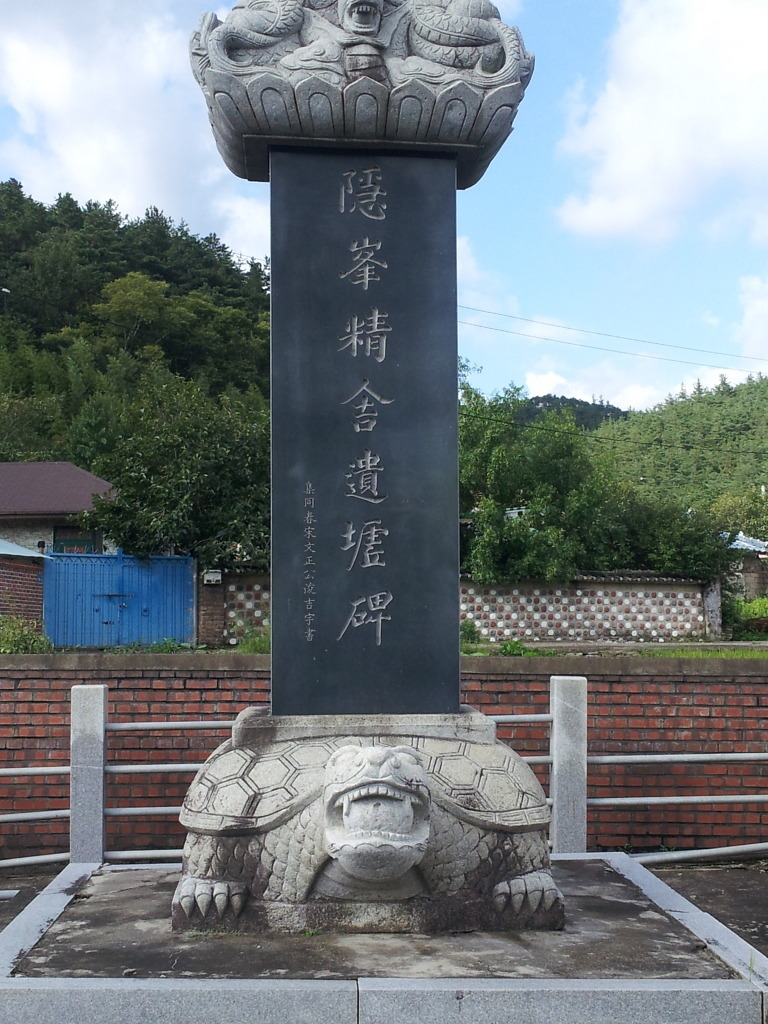
은봉정사 유허비(隱峯精舍遺墟碑) : 전남 화순군 이양면 매정리에 건립된 이 정사는 은봉이 만년에 강학했던 곳이요, 또 1654년 11월 13일 아침에 82세를 일기로 운명했던 유서 깊은 곳이다. 은봉은 이 정사에서 서봉령(徐鳳翎)·양주남(梁柱南) 등 많은 제자들과 경전과 성리학을 강론했다. 이 정사가 언제 유허(遺墟)로 변했는지는 알 수 없다. 다만 1979년에 후손들과 유림들이 힘을 모아 세운 유허비(遺墟碑)가 은봉이 서식하고 강학하고 임종했던 모습을 되새겨 줄 뿐이다.

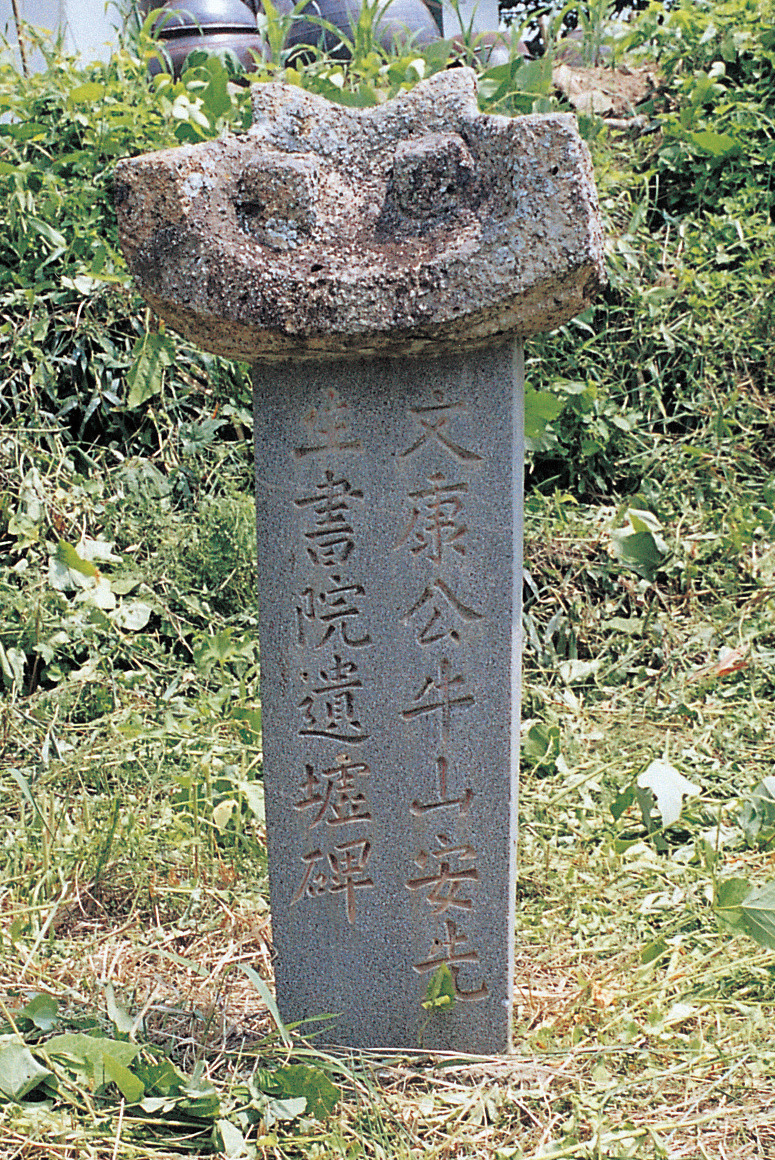
도산사 유허비(道山祠遺墟碑) : 전남 화순군 한천면 모산리에 위치했던 도산사는 1656년 5월에 능주와 인근 고을의 많은 선비들이 은봉을 추모하기 위해 건립한 사우(祠宇)이다. 은봉은 말년에 능주 쌍봉리 은봉정사(隱峰精舍)에서 많은 제자를 길러내고 왕성한 저술활동을 펼쳐, 이 고장의 유교문화를 진작하는 데 크나큰 기여를 한 바 있다. 당시 능주목사 노문한(盧文漢)이 사우의 상량문을 지었다. 1868년에 대원군의 서원철폐령으로인해 훼철된 뒤, 지금까지 복설되지 못한 채 빈터만 남아있다.

1657년 동춘당(同春堂) 송준길(宋浚吉)이 그를 포상할 것을 청하는 상소를 올렸고, 1658년 동춘당 송준길의 증직 상소를 올려 증 가선대부 이조참판에 추증되었다. 송준길은 그의 도학과 사림이 서원을 건립하여 제향하게 된 사유를 아뢰고 '조정에서도 마땅히 증직하여 포상해야 할 것입니다'하여 이조참판에 추증되었던 것이다.
인조반정 공신인 서인 김류, 김자점, 이귀 등과도 친분이 있었고, 비공신인 산림계열 서인 학자인 성문준(成文濬), 송시열, 송준길(宋浚吉) 등과 두루 친교가 있어 서인 집권하에서는 호남지방을 대표하는 학자로 조정에 여러번 천거되었다. 그러나 관직은 사양할 때와 나갈 때가 있었고 병자호란 이후는 거의 벼슬을 나아가지 않았다. 그 뒤 다시 이조판서 겸 성균관 좨주에 추증되었고, 순조 때 문강(文康)의 시호가 내려졌다. 전남 보성의 대계서원(大溪書院), 화순 동복의 도원서원(道原書院), 능주의 도산사(道山祠) 등에 배향되었다.
1691년(숙종 17) 남인이 집권했을 때 한때 호남인 정무서(鄭武瑞) 등의 소청에 의하여 그의 사우(祠宇)가 한때 철거되기도 했다. 그는 정철과 함께 서인과 남인 정권의 시각과 입장차이에 따라 상반되는 평가가 내려져 포폄이 반복되기도 하였다.

## 저서
- 임진·정유왜란과 관련된 저술 : 「진주서사(晋州敍事)」·「임정충절사적(壬丁忠節事蹟)」·「삼원기사(三寃記事)」·「호남의록(湖南義錄)」·「백사론임진제장사변(白沙論壬辰諸將士辨)」·「부산기사(釜山記事)」·「노량기사(露梁記事)」·「임진기사(壬辰記事)」등.
- 『은봉야사별록(隱峯野史別錄)』: 은봉이 1627년에 임진·정유왜란과 관련된 저술 속에서 특별히 「임진기사(壬辰記事)」·「노량기사(露梁記事)」·「진주서사(晋州敍事)」등 세 편의 글을 뽑아 편찬한 책이다. 은봉 사후인 1663년 고흥향교에서 처음으로 간행되었는데, 일본에서도 이 책을 입수하여 읽어오다가 1849년 와타나베(渡邊)가 유호이재(有乎爾齋)에서 재차 간행하여 일본 사회에 유포했다. 이를 가영본(嘉永本)이라 부른다. 일본인들을 「은봉야사별록」을 통해 임진·정유왜란의 전말(顚末)을 상세히 고찰하려고 했을 뿐 아니라, 조선인의 충절(忠節)을 본보기로 삼아 자국인에 대한 정신교육을 하려고 했다. 그만큼 이 책의 사료적 가치는 매우 비중이 높다. 이 책은 1996년에 성균관대 이상익(李相益,1964년생)·최영성(崔英成,1962년생) 교수에 의해 번역되어 한국학계에 소개된 바 있다.

- 사림정신을 고취한 저술 : 『기묘유적(己卯遺蹟)』·『항의신편(抗義新編)』·「사우감계(師友鑑戒)」·「우산답문 (牛山答問)」등.

- 동서 분당과 관련된 저술 : 『혼정편록(混定編錄)』·「기축기사(己丑記事)」·「매환문답(買還問答)」등.

## 관련 문화재
- 보성 은봉종택과 대계서원 고문서 일괄 - 전라남도 유형문화재 제303호

## 가족
- 고조부 : 안범(安範, 1460~1523) - 1483년 생원. 1507년(중종 2) 정국원종공신(靖國原從功臣). 청안(淸安)‧진안(鎭安)‧예안(禮安) 세 고을의 현감으로 선정을 베풀어 ‘안삼안(安三安)’으로 불림.
- 고조모 : 천안전씨(天安全氏) - 상장(上將) 전유정(全有貞)의 따님.
  - 증조부 : 안수륜(安秀崙, 1483~1517) - 1507년 진사, 1516년 문과, 성균관 학유(成均館學諭), 의정부 사록(議政府司錄).
  - 증조모 : 거창신씨(居昌愼氏) - 무과 급제 후 사헌부감찰(司憲府監察)을 지낸 신난동(愼蘭仝)의 따님. 강원도관찰사(江原道觀察使) 신자건(愼自健, 1443~1527)의 손녀.
    - 조부 : 안축 (조선)(安舳, 1500~1572) - 호는 둔암(鈍庵), 1531년 생원·진사, 1542년 문과, 사간원정언, 사헌부지평, 나주목사, 남원도호부사.
    - 조모 : 도강김씨(道康金氏) - 생원 김약회(金若晦, 1481~?)의 따님이고, 외조부는 송연손(宋演孫, 1460~1508)인데 중종이 잠저에 있을 때 사부(師傅)였다.
      - 숙부(양부) : 안중돈(安重敦, 1541~1565) - 숙부이자 양부. 1561년 생원·진사 합격
      - 남원양씨(南原梁氏) - 양윤순(梁允純)의 따님이고, 어머니 거창신씨(居昌愼氏)는 중종의 비 단경왕후(端敬王后, 1478~1557)의 당질이고 동생이 명종의 후궁 귀인신씨(貴人愼氏)이다.
        -           - 부인 : 경주정씨(慶州鄭氏, 1571~1642) - 함흥판관(咸興判官) 정승복(鄭承復, 1520∼1580)의 따님으로 어머니는연안김씨(延安金氏)는 김엽(金燁)의 따님이다.
            - 장남 : 안후지(安厚之, 1590~1664) - 호는 송음(松陰). 좌승지(左承旨)에 증직.
            - 자부 : 창녕성씨(昌寧成氏, 1591~1627) - 성혼(成渾, 1535~1598)의 손녀이고 성문준(成文濬, 1559~1626)의 따님.
              - 손자 : 안전(安峑, 1614~1686) - 호는 소와(邵窩), 1614년 진사, 송화현감(松禾縣監).
              - 손부 : 전주이씨(全州李氏, 1612~1699) - 사복시정(司僕寺正) 이구(李坵)의 따님.
                - 증손자 : 안두상(安斗相, 1636~1723) - 호는 낙빈당(樂貧堂), 통정대부(通政大夫)·절충장군 행 용양위 부호군(折衝將軍行龍驤衛副護軍)
                - 증손부 : 원주이씨(原州李氏, 1638~1699) - 사헌부지평(司憲府持平) 이빈(李彬, 1597~?)의 따님.
                - 증손자 : 안익상(安翼相, 1638~1672) - 통덕랑(通德郞)
                - 증손부 : 풍천임씨(豊川任氏) - 장사랑(將仕郎) 임방(任昉)의 따님.
                - 증손서 : 오수석(吳壽錫)
                - 증손서 : 고응천(高應天) - 본관은 제주(濟州). 고세혁(高世爀)의 아들

              - 손자 : 안음(安崟, 1622~1685) - 호는 송촌(松村)·퇴우(退憂), 1657년 생원, 보사원종공신(保社原從功臣) 1등에 녹훈. 통정대부(通政大夫) 행병조참지(行兵曺參知)
              - 손부 : 해남윤씨(海南尹氏) 윤호영(尹好英, 1620~1673) - 윤유방(尹惟方)의 따님.
                - 증손자 : 안민상(安敏相) - 익위(翊衛)
                - 증손서 : 최여천(崔與天) - 별제(別提)
                - 증손서 : 노찬(盧燦) - 감역(監役)
                - 증손서 : 임관(林洸) - 직장(直長)
                - 증손서 :  이태래(李泰來) - 본관은 원주(原州[舊]), 참봉(參奉). 지평 이빈(李彬, 1597~?)의 손자, 완은(涴隱) 이담로(李聃老, 1627~1701)의 아들
                  - 아들 : 이언렬(李彦烈, 1680~1719) - 1713년 생원, 1714년 문과, 성균관전적(成均館典籍).
                  - 아들 : 이언길(李彦吉, 1684~?) - 1729년 생원
                  - 아들 : 이언술(李彦述)
                  - 아들 : 이언철(李彦喆)

                - 증손서 : 임신(林藎) - 사과(司果)

              - 손부(후실) - 미상
                - 증손자(庶) : 안기상(安箕相) - 교위(校尉)

              - 손자 : 안회(安𡼾, 1627~1668) - 1651년 무과, 호남수군우후(湖南水軍虞候), 형조좌랑(刑曹佐郞).
              - 손부 : 해주최씨(海州崔氏, 1628~1672) - 통덕랑(通德郞) 최정(崔湞)의 따님.
                - 증손자 : 안수상(安壽相, 1665~1729) - 동복현감(同福縣監).
                - 증손부 : 평산신씨(平山申氏) - 어모장군(禦侮將軍) 신남수(申楠壽)의 따님이고 전라도병마절도사 평해군(平海君) 신만(申漫, 1679~?)의 누나.
                - 증손부 : 조양임씨(兆陽林氏)
                - 증손서 : 오대관(吳大寬, 1656~?) - 본관은 나주(羅州), 호는 덕양(德陽). 1687년 생원, 성균관전적 오이규(吳以奎, 1608~1653)의 손자이고 통덕랑(通德郞) 오영석(吳永錫)의 아들.

              - 손녀 : 죽산안씨(竹山安氏, 1611~1678)
              - 손서 : 민팽령(閔彭齡, 1614~1668) - 본관은 여흥(驪興), 월파(月坡). 봉사(奉事) 민희(閔禧)의 손자이고 사헌부집의 민여관(閔汝寬)의 아들.
              - 손서 : 윤상필(尹商弼) - 본관은 해남(海南), 윤선창(尹善昌)의 아들.
              - 손서 : 최처후(崔處厚)

            - 자부(후실) : 광주이씨(廣州李氏, 1606~1684) - 이금수(李錦樹)의 따님
              - 손자 : 안영(安岺, 1650~1730)

            - 차남 : 안신지(安愼之, 1592~1671) - 선교랑(宣敎郞)
            - 자부 : 참봉(參奉) 조무(趙懋)의 딸
              - 손자 : 안희(安𡼎, 1614~1680) - 호는 회정와(晦靜窩).
              - 손부 : 해미백씨(海美白氏) - 송호(松湖) 백진남(白振南, 1564-1618)의 손녀이고 월주(月洲) 백상현(白尙賢, 1595~?)의 따님
              - 손자 : 안유(安嵛)
              - 손자 : 안필(安{山畢})
              - 손자 : 안밀(安峚)
              - 손서 : 이징원(李徵遠)
              - 손서 : 양지항(梁之沆) - 본관은 제주(濟州), 양위남(梁渭南, 1574~1633)의 손자이고 양우전(梁禹甸)의 아들.
              - 손서 : 양지한(梁之漢)

            - 삼남 : 안심지(安審之, 1600~1655) - 선교랑(宣敎郞)
            - 자부 : 여흥민씨(驪興閔氏) - 민사종(閔嗣宗)의 손녀이고 봉사(奉事) 민희(閔禧)의 따님.
              - 손자 : 안규(安{山奎})
              - 손자 : 안성(安{山成})
              - 손서 : 홍명기(洪命基)

            - 사남 : 안익지(安益之, 1608~1687) - 선교랑(宣敎郞)
            - 자부 : 봉사(奉事) 김의명(金義鳴)의 딸
              - 손자 : 안순(安{山旬})
              - 손자 : 안언(安{山彦})
              - 손서 : 이진(李瑱)
              - 손서 : 양우주(梁禹疇) - 본관은 제주(濟州). 양도남(梁道南, 1607~1667)의 아들.
                - 외증손자 : 양득중(梁得中, 1665~1742) - 호는 덕촌(德村), 동부승지(同副承旨).
                - 외증손자 : 양영중(梁瑩中)
                - 외증손서 : 임규석(林圭錫)
                - 외증손서 : 조도명(趙道命)

              - 손서 : 오수(吳需) - 본관은 나주(羅州)
                - 외증손자 : 오만적(吳萬績)
                - 외증손자 : 오재적(吳再績)
                - 외증손서 : 안만승(安晩升, 1680~1732) - 이병재(理病齋) 안여해(安汝諧, 1657~1691)의 아들

              - 손서 : 최동보(崔東寶)

            - 오남 : 안일지(安逸之, 1613~1643) - 선교랑(宣敎郞)
            - 자부 : 신평송씨(新平宋氏) - 송익(宋杙, 1600~?)의 따님.
              - 손자 : 안참(安嵾)
                - 증손자 : 안직상(安稷相)
                - 증손자 : 안치상(安致相)
                - 증손서 : 오흥적(吳興績)
                - 증손서 : 장이당(張以堂)
                - 증손서 : 백수규(白受珪)
                - 증손서 : 정상익(鄭相益)

              - 손자 : 안위(安崴, 1639~1701)
              - 손부 : 광산이씨(光山李氏) - 선교랑(宣敎郎) 이율(李嵂)의 따님.
                - 증손자 : 안후상(安後相, 1665~1726) - 호는 매계(梅溪).
                - 증손부 : 창녕조씨(昌寧曺氏) - 조이태(曺爾泰)의 따님.
                - 증손부 : 밀양박씨(密陽朴氏) - 박세중(朴世中)의 따님.
                - 증손부 : 광산김씨(光山金氏) - 김평(金枰)의 따님.
                - 증손서 : 이운시(李耘時) - 본관은 전주(全州)
                - 증손서 : 이태개(李泰開) - 본관은 성주(星州)

              - 손부(후실) : 진주하씨(晉州河氏)
                - 증손자 : 안제상(安濟相)
                - 증손자 : 안내상(安鼐相)
                - 증손자 : 안택상(安宅相)
                - 증손자 : 안동상(安東相)
                - 증손자 : 안여상(安藜相)
                - 증손서 : 김창구(金昌九)
                - 증손서 : 문이채(文以采)

              - 손서 : 박세형(朴世亨) - 본관은 진원(珍原), 만포(晩圃) 박근효(朴根孝, 1550~1607)의 손자이고 동계(東溪) 박춘장(朴春長, 1595~1664)의 아들
              - 손서 : 양창호(梁昌灝)
              - 손서 : 최세첨(崔世瞻)

            - 사위 : 정창서(鄭昌瑞) - 본관은 서산(瑞山), 용양위부사용(龍驤衛副司勇)
              - 외손자 : 정동오[깨진 링크(과거 내용 찾기)](鄭東五, 1622~?) - 1666년 진사.
              - 외손자 : 정동규(鄭東奎)

            - 사위 : 양일남(梁一南) - 본관은 제주(濟州), 통덕랑(通德郞)
              - 외손자 : 양우성(梁禹成)/양우규(梁禹規)
              - 외손자 : 양우급[깨진 링크(과거 내용 찾기)](梁禹及) - 1651년 무과, 병마절도사(兵馬節度使).
              - 외손서 : 백광시(白光時)

            - 사위 : 조정유(曺挺有, 1611~1650) - 본관은 창녕(昌寧). 선교랑(宣敎郞). 부친은 조욱(曺煜, 1592∼1672)이고 조부는 생원 조수성(曺守誠, 1570~1644)이다.
              - 외손자 : 조선행(曺善行)

        - 생부 : 안중관(安重寬, 1524~1605) - 첨지중추부사(僉知中樞府事). 영의정 윤두수(尹斗壽, 1533~1601)가 처조카.
        - 전부인 : 성주현씨(星州玄氏) - 부사직(副司直) 현윤명(玄允明)의 따님
          - 형 : 안방선(安邦善, 1543~1588) - 창신교위(彰信校尉)
          - 형수 : 문의박씨(文義朴氏) - 수사(水使) 박해(朴海)의 따님
            - 조카 : 안효립(安孝立)
              - 증손자 : 안욱(安彧, 1595~1644)

            - 조카 : 안제립(安悌立) - 무과에 급제하여 판관(判官).
            - 조카 : 안충립(安忠立) - 무과에 급제하여 도총부 도사(都摠府都事), 초계군수(草溪郡守).
            - 질부 : 고흥유씨(高興柳氏) - 유몽사(柳夢獅)의 따님. 유몽인(柳夢寅, 1559~1623)의 조카
            - 조카 : 안신립(安信立, 1578~1666) - 예빈시 주부(禮賓寺主簿)
            - 질부 : 함양박씨(咸陽朴氏) - 참봉(參奉) 박계성(朴繼成)의 따님
            - 질부 : 여양진씨(驪陽陳氏) - 예빈시참봉(禮賓寺參奉) 진순신(陳舜臣)의 따님

          - 매형 : 남언강(南彦絳) - 본관은 의령(宜寧)
          - 매형 : 신중경(愼重慶) - 본관 거창(居昌)
          - 매형 : 박종정(朴宗挺, 1555∼1597) - 본관 함양(咸陽), 1576년 진사
          - 매형 : 이영남(李英男) - 본관은 광주(廣州)
            - 생질 : 이정발(李廷發) - 본관은 예안(禮安), 통덕랑(通德郞).
              - 생질손 : 이유량(李惟樑, 1618~?) - 1657년 생원[깨진 링크(과거 내용 찾기)]
              - 생질손 : 이유강(李惟橿, 1621~?) - 1652년 생원[깨진 링크(과거 내용 찾기)]
              - 생질손 : 이유장(李惟樟, 1625~1701) - 1660년 진사[깨진 링크(과거 내용 찾기)], 공조좌랑(工曹佐郞).
              - 생질손 : 이유방(李惟枋)

        - 후부인(생모) : 진원박씨(珍原朴氏) - 박이경(朴而儆)의 따님. 1513년 진사 박균[깨진 링크(과거 내용 찾기)](朴囷)의 손녀.
          - 차남 : 안방준(安邦俊) - 숙부 안중돈(安重敦, 1541~1565)의 양자가 됨
          - 매제 : 이근(李根, 1577~?) - 본관은 전의(全義), 1606년 무과[깨진 링크(과거 내용 찾기)], 주부(主簿).
            - 생질 : 최계헌(崔繼憲, 1590~1643) - 본관은 해주(海州)

          - 매제 : 송격(宋格 - 본관 신평(新平).
            - 생질 : 홍종문(洪鍾聞, 1605~?) - 본관은 풍산(豊山), 1657년 문과[깨진 링크(과거 내용 찾기)].

          - 매제 : 김원(金院)

        - 숙부 : 안중홍(安重洪, 1531~1597) - 호는 동암(冬岩), 헌릉 참봉(獻陵參奉).
        - 숙모 : 원주원씨(原州元氏) 원천상(元天祥, 1532~?) - 원언보(元彦輔, 1499~?)의 따님. 원균(元均, 1540~1597)의 친척이었다.
          - 종제 : 안방열(安邦說, 1592~1609)
          - 종매부: 신흡(申潝) - 본관은 고령(高靈),
            - 조카 : 신상심(申尙深)
            - 조카 : 신상용(申尙溶, 1577~1618) - 호는 칠휴당(七休堂)
            - 질부 : 태원안씨(太原安氏) - 동지중추부사(同知中樞府事) 안곡[깨진 링크(과거 내용 찾기)](安鵠, 1534~1626)의 따님.

          - 종매부 : 설호룡(薛虎龍) - 본관은 순창(淳昌)
          - 종매부: 윤강중(尹剛中) - 본관 해남(海南), 생원 윤효정[깨진 링크(과거 내용 찾기)](尹孝貞, 1476~1543)의 손자이고 강원감사 윤복(尹復, 1512~1577)의 장남.
            - 조카 : 윤유겸(尹唯謙) - 1618년 진사. 윤선도(尹善道, 1587~1671)의 재종숙.
            - 조카 : 윤유익(尹唯益)

          - 종매부 : 윤욱(尹頊) - 본관은 함안(咸安), 윤승서(尹承緖)의 장남.

        - 고숙(姑叔) : 이유창(李惟昌) - 본관 광주(廣州), 충의위(忠義衛). 안수잠(安秀岑)의 사위 이유번(李惟蕃)의 동생.
          - 내종사촌 : 이윤남(李允男)
          - 내종사촌 : 이신남(李信男)
          - 내종사촌 : 이의남(李義男)
          - 내종사촌 : 이기남(李奇男, 1567~?) - 1585년 생원
          - 내종사촌 : 이태남(李泰男) - 현령(縣令)

    - 종조부 : 안정(安艇) - 자 강빈(江賓), 호 손암(遜庵), 선무랑(宣務郞)
    - 종조모 : 광주이씨(廣州李氏) : 군수(郡守) 이지분(李之蕡)의 딸
      - 당숙(양자) : 안중묵(安重默) : 의영고직장(義盈庫直長), 자 기현(基賢), 호 동애(桐崖), 생부 안의(安艤)
      - 당숙모 : 청풍김씨(淸風金氏) : 충의위(忠義衛) 김홍한(金弘漢)의 딸

  - 종증조부 : 안수잠(安秀岑, 1486~?) - 1507년 생원 진사에 합격. 1522년 문과에 급제. 합천군수(陜川郡守).
  - 종증조모 : 태종의 서6남 희령군(熙寧君) 이타(李袉, 1412~1465)의 손녀이고, 화성군(花城君) 이감(李堪)의 따님이다.
    - 재종대고숙(사위) : 이유번(李惟蕃) - 본관은 광주(廣州), 전라도관찰사 이세정(李世貞, 1461~1528)의 손자이고 이수완(李秀莞, 1500~1572)의 차남.
      - 재종고숙(사위) : 양천회(梁千會, 1563~1591) - 본관은 제주(濟州), 1588년 생원.

  - 종증조부 : 안수금(安秀嶔, 1488~1542) - 1513년 무과 급제. 안동판관(安東判官), 운산군수(雲山郡守).
  - 종증조모 : 전주이씨(全州李氏) 이탁문(李托文, 1494~?) - 세조의 서1남 덕원군(德原君) 이서(李曙, 1449~1498)의 따님이다.
    - 재종조부 : 안의(安艤, 1512~1563)
    - 재종조모 : 상주박씨(尙州朴氏) - 박매(朴梅)의 따님.
      - 재종숙 : 안중무(安重武)
      - 재종숙 : 안중위(安重威) - 숙부의 양자
      - 재종숙 : 안중묵(安重默, 1556~1607) - 호는 동애(桐崖). 안정(安艇)의 양자가 됨.

    - 재종조부 : 안박(安舶)
    - 재종조모 : 광주이씨(廣州李氏) - 이부(李敷)의 따님.
      - 재종숙(양자) : 안중위(安重威)

    - 재종조부 : 안항(安航)
    - 재종조모 : 장흥조씨(長興曺氏) - 만호(萬戶) 조세덕(曺世德)의 따님.
      - 재종고모 : 안효생(安孝生)
      - 재종고숙 : 백승종(白承宗) - 본관은 해미(海美)
        - 아들 : 백민준(白民俊, 1568~?) - 1603년 무과
        - 아들 : 백민수(白民秀, 1577~?) - 1603년 무과
        - 아들 : 백민각(白民覺)

      - 재종고모 : 안업이(安業伊)
      - 재종고숙 : 박근효(朴根孝, 1550~1607) - 본관은 진원(珍原), 1591년 진사, 죽천(竹川) 박광전(朴光前, 1526~1597)의 장남
        - 아들 : 박세형(朴世亨)
        - 사위 : 최홍유(崔弘有) - 본관은 해주(해주), 통덕랑(通德郞), 최경장(崔慶長)의 아들.

    - 재종조부 : 안방(安舫)
    - 재종조모 : 나주염씨(羅州廉氏) - 염호(廉浩)의 따님.
      - 재종고모 : 안금개(安金介)
      - 재종고숙 : 문영개(文英凱, 1565~1620) - 본관은 남평(南平), 문위지(文緯地)의 아들, 생부는 진사 문위세(文緯世, 1534~1600). 선무원종공신(宣武原從功臣).

    - 재종대고모 : 안예종(安禮琮)
    - 재종대고숙 : 정승복(鄭承復, 1520∼1580) - 본관은 경주(慶州), 1544년·1546년 무과, 함흥판관(咸興判官).
      - 아들 : 정사안(鄭思安)
      - 아들 : 정사익(鄭思翊) - 부사직(副司直)
        - 손자 : 정돈(鄭惇) - 사직(司直)
        - 손부 : 해주최씨(海州崔氏) - 병사(兵使) 최경회(崔慶會, 1532~1593)의 따님.
          - 증손자 : 정지추(鄭之推, 1580~1630) - 1615년 생원.
          - 증손자 : 정지수(鄭之授) - 정빈(鄭𢣐)의 양자가 됨.

        - 손자 : 정빈(鄭𢣐, 1566~1640) - 아산현감(牙山縣監).
        - 손부 : 순창조씨(淳昌趙氏) - 습독(習讀) 조윤련(趙潤璉)의 따님.
          - 증손자(양자) : 정지수(鄭之授, 1586~1629) - 1612년 생원

        - 손자 : 정순(鄭恂) - 직장(直長)

    - 재종대고모 : 안의종(安義琮)
    - 재종대고숙 : 정유일(鄭惟一) - 본관은 하동(河東), 충의위(忠義衛)
      - 아들 : 정임(鄭任)
      - 아들 : 정교(鄭僑)
      - 아들 : 정간(鄭侃)
      - 아들 : 정길(鄭佶, 1566~1619) - 1606년 생원, 호는 난곡(蘭谷).

    - 재종대고모 : 안임종(安任琮)
    - 재종대고숙 : 문위지(文緯地) - 본관은 남평(南平).
      - 아들(양자) : 문영개(文英凱, 1565~1620) - 선무원종공신(宣武原從功臣). 생부는 진사 문위세(文緯世, 1534~1600)
      - 장인 : 정승복(鄭承服)

## 같이 보기
| - 성리학 - 예학 - 임진왜란 - 인조반정 - 성혼 - 이이 - 조헌 - 송익필 - 정철 - 김류 - 이귀 - 이서 - 김자점 - 김장생 - 김집 - 김인후 - 안민 - 임억령 | - 병자호란 - 정묘호란 - 대동법 - 대동법 시행 기념비 - 김류 - 김육 - 김자점 - 이귀 - 송시열 - 송준길 - 심의겸 - 이산해 - 김수항 - 정구 - 허목 - 윤휴 - 윤효전 - 정승복 | - 송한필 - 김계휘 - 김상헌 - 김상용 - 김홍욱 - 김반 - 이명남 |

## 기타
평생을 주로 초야에서 보내면서 시종 성리학에 침잠하였으나 일찍이 서인 성혼, 정철, 조헌의 제자가 되고 그들, 특히 조헌을 추종하여 정치적 성향은 서인편에 섰다. 왕조실록에 의하면 그는 성품이 강개하고 절의있는 인물로 평가된다. 졸기에 의하면 "그는 성품이 강개(慷慨)하고 절의를 숭상하였다. 평생토록 포은(圃隱) 정몽주(鄭蒙周)와 중봉(重峰) 조헌(趙憲)을 사모하여 은봉(隱峰)이라고 스스로 호(號)를 붙였다. 비록 시골에 물러나 세상일에 뜻을 두지 않았으나 여러차례 항소(抗疏)하는 것에 거리낌이 없었다. 부름을 받았으나 나오지 않았다."고 한다.
붕당에 반대하고 당파싸움을 비판하였으나 그럼에도 서인쪽을 주로 두둔, 변호하였다.

## 참고 문헌
- 은봉전서(隱峯全書) 부록 권1~2
- 은봉전서(隱峯全書) 부록 권3 「행장(行狀)」「신도비명병서(神道碑銘幷序)
- 안방준, 국역은봉전서(신조사, 2002)
- 고영진, 호남사림의 학맥과 사상(혜인, 2007)
- 이해준, 해제-隱峯先生의 생애와 저술, 국역은봉전서(신조사, 2002)
- 조선대학교, 선비 안방준, 도를 묻고 의를 행하다 (조선대학교 박물관, 2010)